# (2938) Hopi
(2938) Hopi – planetoida z pasa głównego asteroid okrążająca Słońce w ciągu 5 lat i 216 dni w średniej odległości 3,15 j.a. Została odkryta 14 czerwca 1980 roku w Lowell Observatory (Anderson Mesa Station) przez Edwarda Bowella. Nazwa planetoidy pochodzi od plemienia Indian Hopi. Przed nadaniem nazwy planetoida nosiła oznaczenie tymczasowe (2938) 1980 LB.